# Mamestra leucographa
Mamestra leucographa är en fjärilsart som beskrevs av Eugen Johann Christoph Esper 1786. Mamestra leucographa ingår i släktet Mamestra och familjen nattflyn. Inga underarter finns listade i Catalogue of Life.